# Coxsone Dodd
Clement Seymour Dodd, más conocido como Sir Coxsone Dodd  (26 de enero de 1932 - 4 de mayo de 2004), fue un productor musical pionero de la escena del Reggae de Jamaica y fundador del mítico sello discográfico Studio One, siendo el artífice de la carrera de casi todos los artistas jamaicanos de reggae de renombre internacional. Fue uno de los primeros en grabar a los talentos locales y una fuerza fundamental en el desarrollo del Ska. Tras haber estado involucrado en la evolución del reggae durante más de 50 años, su contribución al desarrollo musical de la isla es fundamental en la historia de la música popular jamaiquina.

## Biografía

#### Infancia y adolescencia
Dodd nació en la ciudad de  Kingston en 1932, pasó algunos años de su infancia en formación en la parroquia de Saint Thomas y regresó a la capital para aprender ebanistería y formarse como mecánico de automóviles. El padre de Dodd era un contratista y albañil que ayudó a construir el Teatro Carib, un edificio emblemático en el distrito comercial de Kingston Cross Roads, mientras que la madre de Dodd,  Doris Darlington, dirigía el restaurante Nanny's Corner en la intersección de Beeston Street y Love Lane. Allí los clientes se entretenían con la colección de discos que Dodd ponía de artistas como Charlie Parker, Coleman Hawkins, Fats Navarro, Dizzy Gillespie, Billy Eckstein, Sarah Vaughan, Lionel Hampton o Louis Jordan, que se reproducían en un fonógrafo normal dotado de un gran altavoz.
Dodd era un buen jugador de cricket y recibió el apodo de “Coxsone” en honor a Alec Coxon, un jugador inglés de ese deporte en la etapa de la posguerra. Fue en aquella época, a principios de los años 40 cuando Dodd comenzó a ganarse una reputación por sus conocimientos musicales y, aunque su madre le hizo aprender el oficio de carpintería, su dedicación profesional a la música era solo cuestión de tiempo. Una vez que terminó la escuela, a principios de los años 50 se mudó temporalmente a los Estados Unidos, donde trabajó como jornalero agrícola en una plantación de caña de azúcar; ahí fue donde se enamoró del R&B.

## Carrera musical
Dodd no tardó mucho en darse cuenta de que lo que más le convenía era establecer su propio negocio. Tras varios viajes para comprar lo que necesitaba, Dodd se dispuso a abrir el sistema de sonido Sir Coxsone’s Downbeat. Al principio pinchaba sobre todo jazz, pero se hizo rápidamente con un nombre ya que su innato sentido del espectáculo y su inteligencia para el marketing hacían que la presentación de nuevos discos fuera una experiencia tan visual como auditiva.El público acudía al Downbeat con tanto entusiasmo por el baile como por los discos que sonaban, y esto contribuyó a difundir rápidamente la fama de Dodd.
Aunque el sonido de su sound system le distinguía con claridad del resto (según sus seguidores era el amo indiscutible en cuestión de potencia pura y amplitud de sonido), eran los temas que elegía, con frecuencia arriesgados, lo que en verdad le distanciaba de su competencia. Su talento para la música era tan natural que su repertorio siempre era el más interesante, y podía traspasar las fronteras del típico R&B/jump-jive para marcarse un vigoroso bebop o un blues conmovedor sin que el público perdiera el ritmo.
El sistema de Dodd se convirtió rápidamente en uno de los más populares en Jamaica, rivalizado principalmente por el del extravagante Duke Reid. La competencia era intensa y Dodd hizo numerosos viajes a los EE. UU. para comprar discos en busca de las melodías más recientes, raras y bailables. Además de su excelente selección de discos de R&B y jazz raros, Dodd también tuvo algunos grandes artistas que manejaban sus sistemas de sonido en la primera parte de su carrera, como Prince Buster y Lee "Scratch" Perry .